# Pereza (álbum)
Pereza es el disco debut del grupo de rock, Pereza. Es el único disco en el que Pereza está formado por tres integrantes: Rubén, Leiva y Tuli, antes de la marcha de este último. Acumulan experiencia sobre los escenarios como teloneros de grupos como Porretas, Los Enemigos o Siniestro Total. También participan en diferentes recopilatorios: en el solidario Patitos Feos hacen el clásico infantil televisivo “La Bruja Avería”, en Calaveras y Diablitos el inédito “En donde estés”, y en el homenaje a Hombres G versionan “Voy a pasármelo bien”, canción que terminaría dando título al álbum tributo. 

## Lista de canciones
1. Horóscopo - 2:41
2. Pompa de jabón - 3:00
3. El globo - 3:00
4. Tú qué tal - 3:16
5. Pereza - 3:00
6. Música ligera - 2:50
7. Ay! - 3:04
8. Perdona mona - 3:00
9. Una china en mi zapato - 3:37
10. Serás aún la misma - 2:56
11. Todo saldrá bien - 2:50
12. TV - 2:40

- Datos: Q6072316